# Regininha
Regina Amália Serra de Souza (Rio de Janeiro, 1 de outubro de 1945), mais conhecida como Regininha, é uma cantora e compositora brasileira.
Nos anos de 1968 e 1969, fazia parte do grupo musical A Turma da Pilantragem, e em 1970 era integrante do trio Umas e Outras. Entre outros trabalhos com Carlos Lyra, Ivan Lins, Edu Lobo e Alceu Valença, cantou, no ano de 1969, a canção "Teletema", de Antônio Adolfo e Tibério Gaspar, tema do casal protagonista da telenovela Véu de Noiva, da Rede Globo, que lançou Regina Duarte ao estrelato.

## Discografia
- Às Vozes do Jingle (1981)
- Regininha (1979)